# Reporte de marca

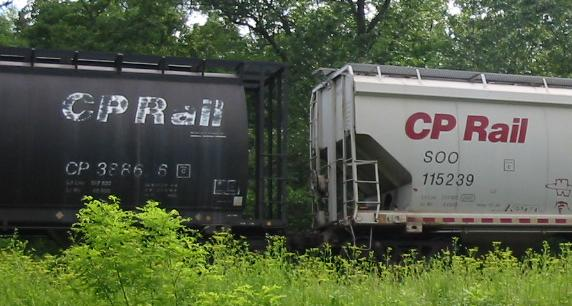
Reporte de marca en dos vagones herméticos de transporte a granel del CP Rail pasando por Wisconsin Dells, el 20 de junio de 2004. El de la izquierda es un modelo CP 388686 y el de la derecha es un SOO 115239.

Un reporte de marca es una identificación asignada por la Asociación Estadounidense de Ferrocarriles (AAR) para los ferrocarriles de transporte y otras compañías operando en Estados Unidos.

## Prácticas estándar de Reportes de marca
El reporte de marca "AAR"" es una secuencia de dos a cuatro letras que identifica de forma exclusiva al propietario de una pieza de material rodante de ferrocarril. El símbolo (&) no es considerado parte del "reporte de marca". Cuando se crea un nuevo reporte de marca, las primeras letras son seleccionadas para que sean iguales que la primera letra del nombre de la compañía de ferrocarril; las otras letras del reporte de marca son generalmente derivadas de las iniciales del nombre de la compañía. Por ejemplo, el reporte de marca de la Union Pacific Railroad (UP) sería la letra U. 